# Франклин (планина)
Франклин (на английски: Franklin Mountains) е планинска верига в Канада, в Северозападните територии, простираща се на 500 km покрай десния бряг на река Маккензи. Максималната ѝ ширина е около 100 km, а площта ѝ – 39 393 km². От долините на реките Голямата Меча и Блекуайт се разделя на три части – северна най-малка с височина до 1039 m, средна – по-голяма и по-висока – връх Кап (1570 m) и връх Кларк (1463 m) – и южна най-малка и най-ниска. Изградена е предимно от варовици, шисти и пясъчници. Склоновете ѝ са силно разчленени от дълбоки речи долини. Склоновете ѝ са покрити с иглолистни, предимно смърчови гори. Планината е наименувана в края на 19-и век от канадските географи в чест на нейния откривател Джон Франклин.